# Nyakisi Adero
Nyakisi Adero (sinh ngày 2 tháng 7 năm 1986) là một vận động viên chạy đường dài người Uganda. Adero đã ngừng thi đấu vào năm 2011-12 sau khi sinh con và trở lại theo dõi vào tháng 5 năm 2012. Cô đã chạy marathon chính thức đầu tiên vào tháng 10 năm 2015, tại Amsterdam Marathon. Cô đã lập kỷ lục mới ở Ugandan vào lúc 2:34:54 và đủ điều kiện tham dự Thế vận hội 2016. Cô xếp thứ 68 tại Thế vận hội Rio.